# Hemichromis

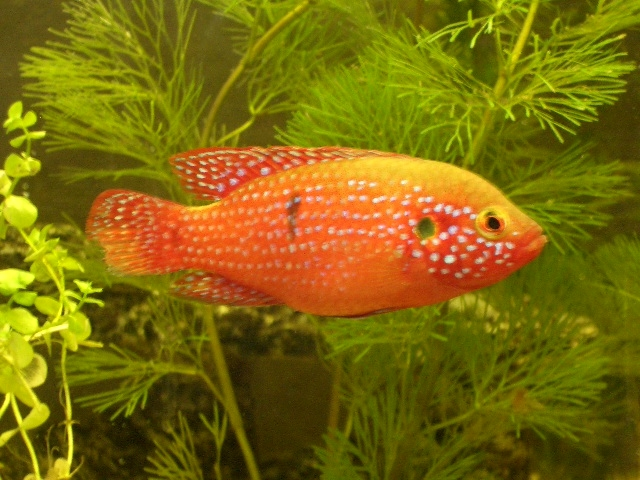
Femella dHemichromis lifalili

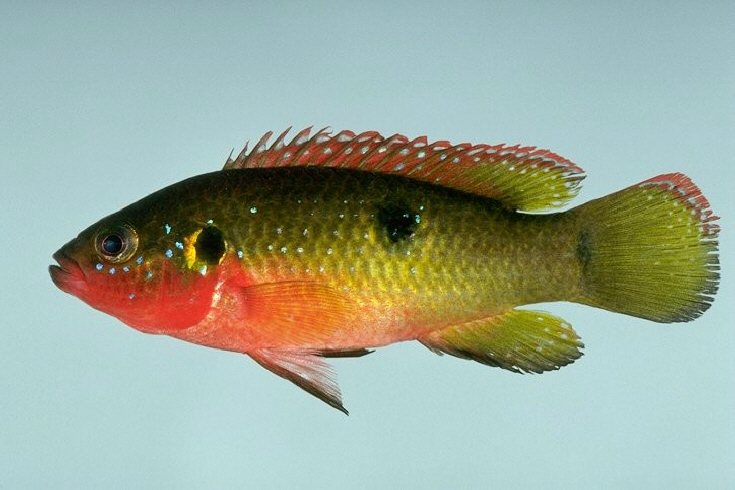
Hemichromis letourneuxi

 Hemichromis és un gènere de peixos de la família dels cíclids i de l'ordre dels perciformes.

## Morfologia
- Cap de les seues espècies depassa els 20 cm de llargària total.[2]

## Distribució geogràfica
És endèmic de l'Àfrica Occidental i del nord-est d'Àfrica.

## Taxonomia
- Hemichromis angolensis (Steindachner, 1865)
- Hemichromis bimaculatus (Gill, 1862)
- Hemichromis cerasogaster (Boulenger, 1899)
- Hemichromis elongatus (Guichenot, 1858)
- Hemichromis exsul (Trewavas, 1933)
- Hemichromis fasciatus (Peters, 1857)[4]
- Hemichromis frempongi (Loiselle, 1979)
- Hemichromis guttatus (Günther, 1862)[5]
- Hemichromis letourneuxi (Sauvage, 1880)
- Hemichromis lifalili (Loiselle, 1979)
- Hemichromis stellifer (Loiselle, 1979)[6][7][8][9]